# 史特林SAR-87突擊步槍
史特林SAR-87（英語：Sterling SAR-87）是一款由英国槍械製造商史特林軍備公司在二十世紀後期研製和生產的軍用型突击步枪，發射5.56×45毫米北約口徑步枪彈藥。

## 歷史
SAR的全寫為Sterling Assault Rifle（史特林突擊步槍），其中包括從史特林的早期元素輕型自動步槍（Light Automatic Rifle，縮寫：LAR）以上的設計，加上在1980年代初、由斯特林軍備公司與新加坡特許工業公司（英語：Chartered Industries of Singapore，簡稱：CIS）的共同設計，為AR-18的先進版本，可用於出口銷售。
該步槍曾嘗試提交給英國軍隊，但由於他倆已經採用了皇家兵工廠所生產的SA80犢牛式槍族的設計，英國軍隊拒絕了它。
史特林軍備公司試圖將該步槍（更名為SAR-87）推入更長時間，但在1980年代末，它被英國宇航／皇家軍械公司收購並且關閉生產線。SAR-87步槍僅生產了不足100枝。

## 設計
SAR-87是一款堅固耐用的武器，它基於經過充分考驗的AR-18，具有M16步槍的多功能性。該槍亦可通過轉換槍管和枪栓組件，將其從5.56×45毫米北約口徑改為9×19毫米鲁格口徑，以向警察部隊提供冲锋枪型武器。

## 外部連結
- （英文）—Sterling SAR-87（页面存档备份，存于）